# Voetbal in Suriname

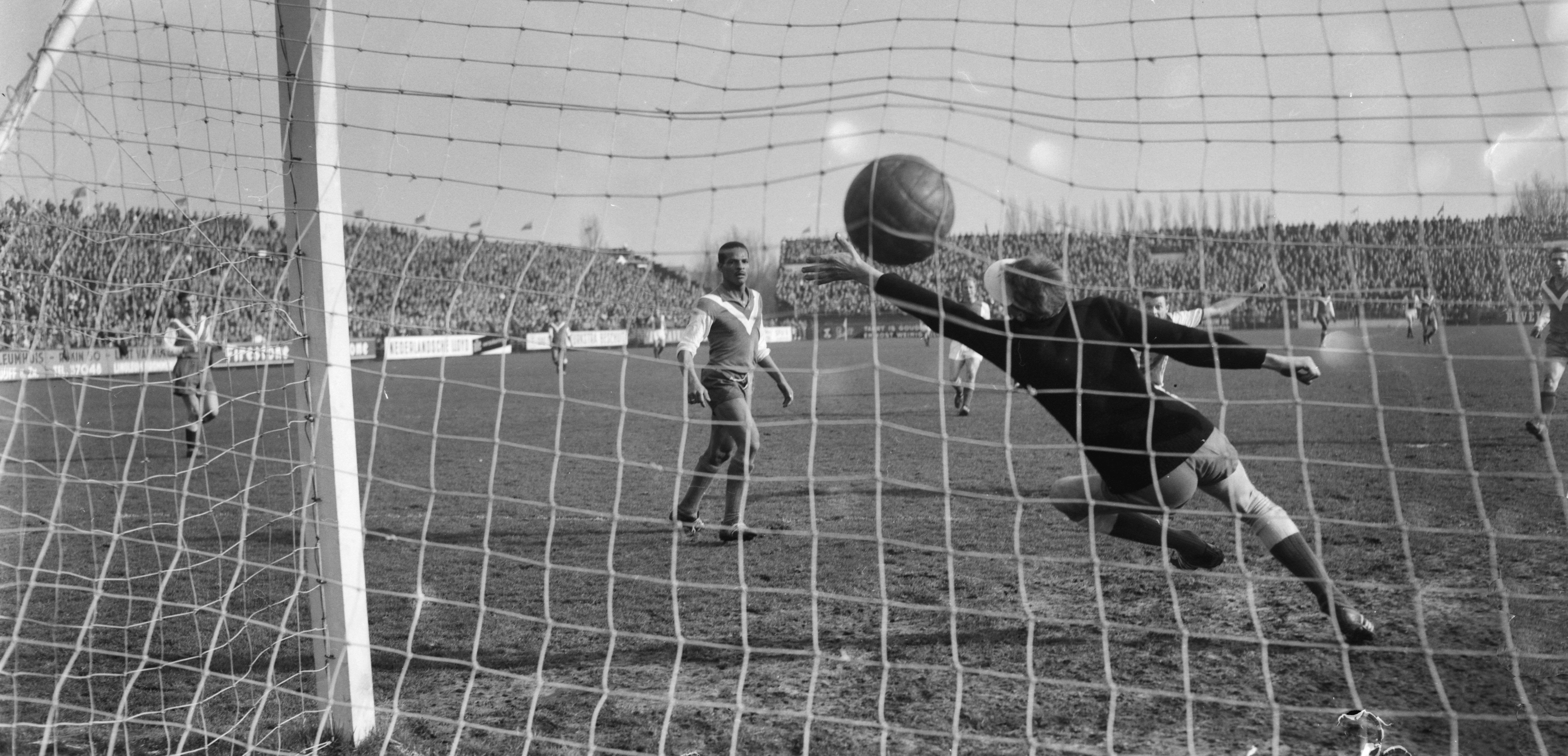
Treffer van Humphrey Mijnals voor Elinkwijk tegen Ajax in 1961

Voetbal is een nationale sport in Suriname. De oprichting van de eerste voetbalvereniging vond plaats in 1895. De Surinaamse Voetbal Bond (SVB), opgericht in 1920, werd in 1929 lid van de FIFA en in 1959 van het in dat jaar opgerichte Surinaamse Olympische Comité. In de Suriname Major League en Tweede Divisie wordt op het hoogste niveau gespeeld. Promotie hier naartoe is mogelijk via het Lidbondentoernooi. De lidbonden zijn opgedeeld over vijf regio's. Suriname promoveerde in 2019 naar de Gold Cup van de CONCACAF en speelde nog niet op het hoofdtoernooi van het WK Voetbal.

## Geschiedenis
Op 1 augustus 1895 werd in Suriname de eerste voetbalvereniging opgericht. Van deze vereniging, met de naam Wilhelmina, is niet veel bekend gebleven. Een van de medeoprichters was ene Taytelbaum. Een andere vroege poging om in Suriname voetbal van de grond te krijgen, werd rond 1900 ondernomen door Johan Bendter. Hij was de zoon van de directeur van de plantage Berlijn in het district Commewijne en werd gesteund door enkele anderen. Ook met deze poging deed het voetbal nog niet definitief zijn intrede in Suriname.
Vervolgens ondernam Frits Hirschmann, kapitein van de troepenmacht in Suriname, in 1909 een poging die wel een blijvend succes zou worden. Hij zag in voetbal een manier van militaire sportbeoefening, vanwege het inzicht, de snelheid en de behendigheid die ervoor nodig zijn. Met dit doel voor ogen schreef hij op 6 september 1909 een nota naar gouverneur Dirk Fock waarin hij voorstelde om het Eenheidsplein (toen nog Gouvernementsplein) vrij te geven voor het voetballen. Fock ging hier onder enkele voorwaarden mee akkoord. In hetzelfde jaar richtte Hischmann de Militaire Voetbal Club Juliana (MVCJ) op.
In 1914 werd de Surinaamsche Voetbal Bond opgericht, aanvankelijk nog statutair voor de duur van drie jaar. Op 1 oktober 1920 werd opnieuw een bond met deze naam opgericht, namelijk de Surinaamse Voetbal Bond. De SVB is sinds 1929 aangesloten bij de wereldbond FIFA. Net als Guyana en Frans-Guyana is de SVB niet aangesloten bij de regionale, Zuid-Amerikaanse CONMEBOL, maar bij de CONCACAF (Confederation of North, Central American and Caribbean Association Football).
Nadat het Surinaamse Olympische Comité in 1959 werd opgericht, bevond de SVB zich met de Surinaamse Atletiek Bond en de Surinaamse Basketbal Associatie onder de eerste sportbonden die er lid van werden.
Begin jaren 2020 was er een teruglopende tendens merkbaar in de interesse van Hindoestanen voor voetbal. Geen tijd om drie keer per week te trainen naast het werk is een van de argumenten.

## Damesvoetbal
Het damesvoetbal werd in mei 1954 geïntroduceerd toen sportvereniging Elvedo voor het eerst in Suriname een voetbalwedstrijd voor dames organiseerde. De voetbalsters waren allemaal lid van Elvedo. Om onderscheid te maken, gebruikten ze de namen Flores en Americanos. Ze werden getraind door Rufus Belgrave, André Kamperveen, André Nijman en Desi Samson. In juli 1960 kwamen twee Britse voetbalteams naar Suriname, een uit Engeland en een uit Schotland. Daarnaast was er nog een wedstrijd op 30 april 1961 die door de Moengo Sport Organisatie werd georganiseerd.
Tot het midden van de jaren 1970 was er echter nog geen sprake van georganiseerd damesvoetbal. Hier kwam aan het eind van 1976 verandering in toen de leerlingen Jeane Lo Sam Sjoe en Sandra Veldhuizen van de Hendrikschool 84 medeleerlingen overhaalden om te gaan voetballen. Op 18 januari 1977 richtten zij de eerste damesvoetbalclub van Suriname op met de naam Oema Soso. Wiene Schal van SV Transvaal werd jarenlang hun trainer. In september 1978 kwam The Fifth Dimension, een damesvoetbalteam uit Trinidad, op bezoek voor een toernooi, waar naast Oema Soso ook nog Edo en Elda aan meededen. In 1999 werd de SVB Vrouwenvoetbal Competitie geïntroduceerd. Het Surinaamse vrouwenelftal komt sinds 2002 internationaal voor Suriname uit.
Het Ministerie van ROS ontwikkelde in 2022 initiatieven om het damesvoetbal te professionaliseren. Het voerde gesprekken met het SOC, WorldCoaches Suriname, de KNVB en de Amerikaanse ambassade.
In 2018 maakte Mijensa Rensch haar debuut als assistent-scheidsrechter tijdens de finale van de Concacaf en in 2022 tijdens de WK-finale dames U-20 van de FIFA.

## Surinaams voetbalelftal

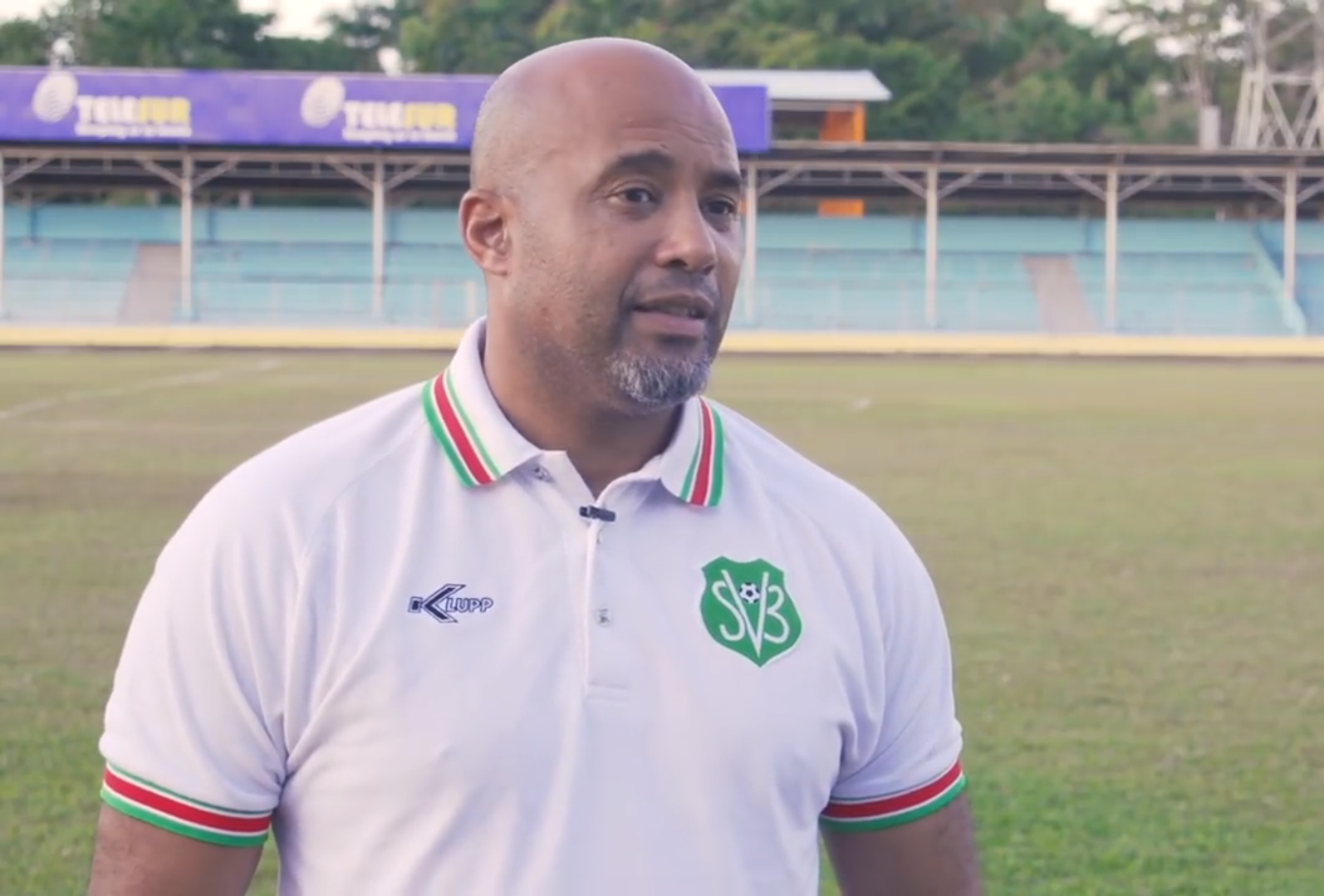
Bondscoach Dean Gorré, 2018

Het Surinaamse voetbalelftal vertegenwoordigt Suriname bij internationale wedstrijden, zoals de Caribbean Cup.
Het Surinaamse mannenvoetbalelftal plaatste zich in 2019 voor de CONCACAF Gold Cup. Daarnaast waren er aan het begin van de jaren 2010 wedstrijden op het ABCS-toernooi tegen het Arubaanse, Bonairiaanse en Curaçaose voetbalelftal.
In 1965 speelde het Surinaamse elftal voor het eerst mee aan de kwalificatiewedstrijden van het WK Voetbal. Het is het Surinaamse elftal tot op heden (stand 2020) nog niet gelukt om zich voor deze competitie te kwalificeren. Wel hebben meerdere spelers met Surinaamse ouders op een WK gespeeld voor het Nederlandse voetbalelftal. Voorbeelden van hen zijn Edgar Davids, Virgil van Dijk, Ruud Gullit, Patrick Kluivert, Frank Rijkaard, Clarence Seedorf en Georginio Wijnaldum.
De eerste voetballer van Surinaamse komaf die een internationaal debuut maakte, was Humphrey Mijnals in april 1960. Hij werd in 1999 uitgeroepen tot Surinaams voetballer van de eeuw.

## Voetbaldivisies
Voor mannen zijn twee hoogste competities op landelijk niveau zijn de Suriname Major League en Tweede Divisie (tot en met 2023 de Hoofdklasse en Eerste Klasse). Daarnaast wordt er nog gevoetbald om de Surinaamse voetbalbeker. De winnaars van de beker en de Hoofdklasse spelen tegen elkaar om de Suriname President's Cup.
Voor de vrouwen wordt sinds 1999 de SVB Vrouwenvoetbal Competitie gehouden. Hierin spelen vijf teams mee. Vóór 1999 was er ook al vrouwenvoetbal in Suriname.
Vervolgens worden er competities gehouden door de lokale, bij de SVB aangesloten bonden, de zogenoemde lidbonden. Er zijn zeventien lidbonden verdeeld over vijf regio's: Noord, Zuid, Oost, West en Midden. De winnaars en runner-ups van het Lidbondentoernooi promoveren naar de Tweede Divisie.

## Zaalvoetbal in Suriname
Het zaalvoetbal werd in Suriname in 1973 geïntroduceerd. In 1977 waren er inmiddels voldoende teams om een competitie op te kunnen starten, met 7 junioren- en 21 seniorenteams.